# Майкопский курган
Майкопский курган, Ошад — памятник эпохи ранней бронзы. Датируется примерно второй половиной 4-го тысячелетия до н. э. Курган также имеет старинное наименование — «Ошад», происходящее из адыгской легенды. Основное захоронение является погребением знатного человека и двух, как предполагают, женщин. Располагался на восточной окраине города Майкопа, на перекрёстке улиц Курганной и Подгорной.
Был исследован в 1897 году экспедицией археолога Н. И. Веселовского. Находки из Майкопского кургана находятся в Эрмитаже. Раскопки данного кургана положили начало исследованиям майкопской археологической культуры. В настоящее время кургана Ошад не существует. Его остатки были уничтожены в начале XX века. Сейчас это место отмечает воздвигнутый в 1972 году скромный памятник, изготовленный скульптором А. А. Шикояном, в виде белой стелы, на которой изображена фигура древнего человека, помещены 7 медальонов с предметами из кургана Ошад и надпись золочёными буквами: «Здесь находился знаменитый в мировой археологии Майкопский курган „Ошад“, раскопанный в 1897 г. профессором Н. И. Веселовским».

## Описание кургана
До раскопок Майкопский курган представлял собой округлую земляную насыпь из материковой глины высотой 10,65 м и диаметром около 100 м. На глубине 3,20 м находилось впускное погребение, видимо, эпохи ранней бронзы. Оно было обложено камнями и содержало скорченный скелет при котором находились: медный или бронзовый наконечник копья, серебряная спиральная подвеска и кусочки красной охры.
Основная могила располагалась в центре кургана и была окружена кольцевым кромлехом из известняковых плит. Её ориентация — с СС-В на ЮЮ-З. Она представляла собой яму длиной 5,33 м, шириной 3,73 м и глубиной 1,42 м от бывшей поверхности земли. Яма имела закруглённые углы, в все её стенки были по центру вогнуты внутрь. Тем не менее, первоначально стенки ямы были прямыми, а такая форма появилась из-за деформации грунта. Яма в своё время была обложена деревом, а по углам было врыто четыре толстых столба. Кроме того, яму разделяли перегородки (не толще 10 см) на три неравные части. Материал перегородок остался неизвестен. Вероятнее, они были турлучные или из сырцовой глины. Дно было выложено галькой в 1—2 ряда. В юго-западной половине вымостка была сделана более тщательно и из более мелкой гальки. Перекрывало могилу деревянное перекрытие, над которым находился слой земли и затем ещё одно перекрытие. Второе перекрытие было гораздо больше и выходило далеко за границы ямы.

## Описание погребений
Погребение № 1.  Это было главное погребение, принадлежавшее какому-то знатному человеку. Оно занимало юго-западную половину могилы. Скелет лежал головой на ЮЮ-В, в скорченном положении, видимо, на правом боку, с поднятыми к лицу руками и был густо засыпан красной краской (суриком). Тело покойника было усеяно — и сверху, и под ним — золотыми пластинчатыми штампованными украшениями: 37 крупных изображений львов, 31 изображение более мелких львов, 19 мелких быков, 10 двойных пятилепестковых розеток и 38 колец. Этими украшениями была обшита одежда погребённого. Предполагают также, что ими могло быть обшито покрывало или балдахин, использовавшийся в погребальной процессии. Здесь же находилось большое количество золотого бисера и бусин разной величины и формы: золотых, сердоликовых, бирюзовых.
Под черепом покойного лежали 2 золотые ленты (видимо, диадемы, украшавшие голову), 5 золотых ободков неизвестного назначения, 2 золотые серьги, несколько золотых кнопок (?).
Справа от костяка лежали вместе восемь частично фрагментированных гладких коленчатых серебряных стержней-трубок длиной 103 см (по другим сведениям — 112 см). Трубки изготовлены путём свёртывания листа металла. У четырёх из них — один конец золотой (примерно на 1/3 длины), а другая сторона имеет утолщение с прорезным спиральным орнаментом. У двух трубок это утолщение является приставным, а у двух других — сделано из самой трубки. На концы, обращённые к черепу, у четырёх трубок были насажены четыре массивные фигурки быков. Причём было два золотых быка, большой и меньший, и два серебряных, тоже большой и меньший. Быки находились в положении вверх ногами по отношению к костяку. То есть предметы были помещены в погребение в перевёрнутом виде. На полностью серебряных трубках находились серебряные быки, а на трубках с золотыми концами — золотые. Ещё две пары трубок, две с золотыми концами и две полностью серебряные, быков не имели. Верхние концы серебряных трубок (всех?) имеют продольные прорези.
Вместе с трубками находились фрагменты серебряной обивки (сохранился и один гвоздик). Ниже пучка трубок, на уровне коленей, лежало 12 кремнёвых ромбовидных наконечников стрел (все остриями вниз) и 17 вкладышей микролитов-сегментов. Рядом с трубочками также были найдены два золотых и три серебряных колпачка. Последние — полусферические.
У восточной стенки лежали в ряд 17 сосудов: два золотых, один каменный с накладными золотыми горлом и крышкой, 14 серебряных. У последних один с золотыми ручками-ушками, а другой — с золотым ободком в основании шейки. Выше, в юго-восточном углу находились каменный дугообразный оселок, ещё один меньший оселок с золотым пробоем, каменный топор и десять бронзовых предметов: плоский нож-кинжал с остатками рукоятки, два плоских клиновидных топора, орудие длиной 10,2 см, кирка с круглой втулкой, топор-тесло с круглой втулкой, проушной топор, плоский бесчеренковый нож, два клиновидных топора-долота и четырёхгранное шило.
У западной стенки стояли восемь почти однотипных глиняных сосуда.
По всему дну могилы лежали тонкие полоски серебра. На некоторых из них сохранились серебряные гвоздики. Тут же были найдены две бирюзовые подвески с золотыми ушками.
Погребение № 2. В восточной камере находилось, предположительно, захоронение женщины. Костяк лежал в той же позе, окраска была, но слабее. В области черепа находились массивные золотые кольца с надетыми на них сердоликовыми бусинами. У рук лежали разнообразные золотые и сердоликовые бусины. Вдоль восточной стены стояли различные медные сосуды: чаша, ведерко с ручкой, кувшин, два котла. На полу находились такие же полоски серебра, как и в погребении № 1.
Погребение № 3. В западной камере также находилось, предположительно, женское захоронение. Поза та же, окраска слабее, чем в погребении № 1. При костяке имелись золотые и сердоликовые бусины. В северо-западном углу находился большой керамический сосуд. Также на полу имелись полоски серебра.

## Набор трубок
Веселовский предположил, что трубки в основном погребении являются жезлами, знамёнами или знаками власти — скипетрами. В их прорези могли вставляться ленты, а найденные рядом колпачки могли быть держателями кистей. По наиболее популярной версии Б. В. Фармаковского, эти трубки использовались для поддержания погребального балдахина (на который и были нашиты украшения из штампованного золота). Но автор не учёл всех находок и в своей реконструкции допустил некоторое искажение фактов.
По версии М. П. Чернопицкого, эти трубки вместе с кремнёвыми наконечниками являются символическими стрелами ритуального набора, в который входили 12 стрел: 8 металлических и ещё 4 не сохранившихся (могли быть из какого либо органического материала). Стрелы имели кремнёвые наконечники. 13-м был предмет с рукояткой диаметром 30—40 мм, частично обитый серебром и с закреплёнными на нём 17-ю микролитами. Предполагается, что это аналог иранского баресмана — ритуального пучка зороастрийских жрецов. (В этом же ряду находятся фасции этрусков и римлян, ваджра индуистов, перуны славянского Перуна и гадательные прутья скифов.) Такой предмет, наряду с роскошью погребения, позволяет говорить о захоронении царя-жреца..
Изучив в 2022 году трубки и состав осадка в них, группа российских учёных во главе с ведущим научным сотрудником ИИМК РАН В.А. Трифоновым предположила, что они могут представлять собой приспособления для питья пива. Хотя есть и убедительное экспериментальное оспаривание этой верси.

## Описание изображений на сосудах
Всего было найдено 14 серебряных сосудов, из них на двух имеются изображения, выполненные в технике чеканки. Оба сосуда миниатюрные (высотой 9,8 и 10,2 см) и круглодонные. У первого сосуда имеются сломанные петли от ручки. Оба сосуда имеют широкие горлышки. У первого оно примерно вертикальное (деформировано), а у второго расширено кверху.
На горлышке первого сосуда изображён горный ландшафт, состоящий из трех горных цепей, среди которых выделяются две особенно высокие горы с двуглавыми вершинами. Между гор находятся два дерева и стоящий между ними на задних лапах медведь. В горах берут начало две реки, которые, извиваясь по тулову сосуда, сливаются на дне его в небольшое озеро. Вода изображена угловатыми линиями. Все тулово заполнено изображениями животных, расположенных в два ряда. В первом ряду: бык, лошадь и лев, идущие друг за другом, и ещё один бык, стоящий напротив первого быка. В нижнем ряду: козёл, кабан, львица и баран, шествующие друг за другом. В устье реки изображена плавающая птица, другая птица находится на спине льва.
У второго сосуда изображениями покрыто только тулово. У самого горлышка кругом проходит такая же полоса, как те, что изображают реки на первом сосуде. И это единственный элемент, который выполнен гравировкой. Ниже расположено шествие зверей: баран, бык, барс и снова баран и барс. Имеются три птицы. Одна — внизу, между барсом и бараном — как бы участвует в шествии. Одна сидит на баране и ещё одна, похожая на хищную, сидит на другом барсе. Нижнюю часть тулова занимает сложная розетка, возможно, также обозначающая озеро.

## Проблема Майкопского кургана
В Майкопском кургане, как эталонном памятнике, отражены все проблемы майкопской культуры в целом, окончательное осмысление которых предстоит в будущем. Одна из загадок — это происхождение всего майкопского металла, в частности — художественного и драгоценного. Существует предположение, что на одном из серебряных сосудов изображён горный пейзаж, передающий вид на гору Эльбрус. И этим доказывается местное происхождение этого (и всех остальных) предмета. Но, с другой стороны, изображения на сосудах и ювелирные украшения находят явные параллели в странах Древнего Востока: в Северной Месопотамии, Трое и даже в Египте. И на всём Кавказе более нигде, кроме пары майкопских памятников, не присутствует так называемый «майкопский звериный стиль». Кроме того, поселения майкопцев представляют собой не очень долговременные селища, на которых не найдено следов собственного металлургического производства. Оно стало развиваться только в новосвободненский период.
Привозными являются бусы из полудрагоценных цветных камней. Материал этих бус свидетельствует о довольно далеких торговых или каких либо других контактах с дальними регионами. Сердолик и бирюза происходят из Ирана, лазурит — бадахшанского (афганского) происхождения.

## Шумеры и майкопский курган
Впервые на возможную связь Майкопского кургана с шумерами указал в 1910 г. историк В. А. Городцов. А после обнаружения царских могил Ура, была отмечена схожесть между захоронениями шумерских царей Ура и захоронениями в Майкопском кургане. Но сейчас, скорее, обсуждаются проблемы поставки на Северный Кавказ изделий ремесленников Ближнего Востока и роль в этом Закавказья, как территории расселения протомайкопцев. А также усиление в их среде имущественного расслоения за счёт транзита товара дальше на север и переход к собственному производству.

## Мемориал
1897 год — Николай Иванович Веселовский вёл раскопки захоронений близ города Майкоп. Этот курган занимает особое место среди его находок, так как он положил начало открытию майкопской культуры. В Майкопе на пересечении улиц Курганная 32/ Подгорная, стоит памятный знак Майкопскому Кургану и установлена информационная доска.